# Armintie Price
Armintie Ada Price po mężu Herrington (ur. 3 kwietnia 1985 w Milwaukee) – amerykańska koszykarka występująca na pozycji rozgrywającej, trzykrotna wicemistrzyni WNBA, trenerka koszykarska.

## Życiorys
Została piątą zawodniczka w historii rozgrywek NCAA, który uzyskała podczas całek kariery akademickiej co najmniej 2000 punktów, 1000 zbiórek, 300 asyst i 300 przechwytów, dołączając do Cheryl Miller, Chamique Holdsclaw, Tamiki Catchings oraz Sophii Young.
11 października 2009 poślubiła Reginalda Herringtona.

## Osiągnięcia
Stan na 20 kwietnia 2017, na podstawie, o ile nie zaznaczono inaczej.
NCAA
- Uczestniczka rozgrywek:
  - Elite Eight turnieju NCAA (2007)
  - turnieju NCAA (2004, 2005, 2007)
- Najlepsze defensywna zawodniczka roku konferencji SEC (2006, 2007)
- Zaliczona do:
  - I składu SEC (2007)
  - III składu All-American (2007 przez Associated Press)
- Liderka NCAA w przechwytach (2007)

WNBA
- 3-krotna wicemistrzyni WNBA (2010, 2011, 2013)
- Debiutantka roku WNBA (2007)[3]
- Zaliczona do:
  - I składu:
    - I składu defensywnego WNBA (2013)
    - debiutantek WNBA (2007)

  - II składu defensywnego WNBA (2011, 2012)

Inne indywidualne
- Defensywna zawodniczka roku ligi izraelskiej (2008 według eurobasket.com)[4]
- Zaliczona do (przez eurobasket.com):
  - I składu[4]:
    - zawodniczek zagranicznych ligi izraelskiej (2008)
    - defensywnego ligi izraelskiej (2008)

  - II składu ligi izraelskiej (2008)[4]
  - składu honorable mention hiszpańskiej ligi LFB (2009)[5]
- Liderka hiszpańskiej ligi LFB w przechwytach (2009)[5]